# Bob Casey

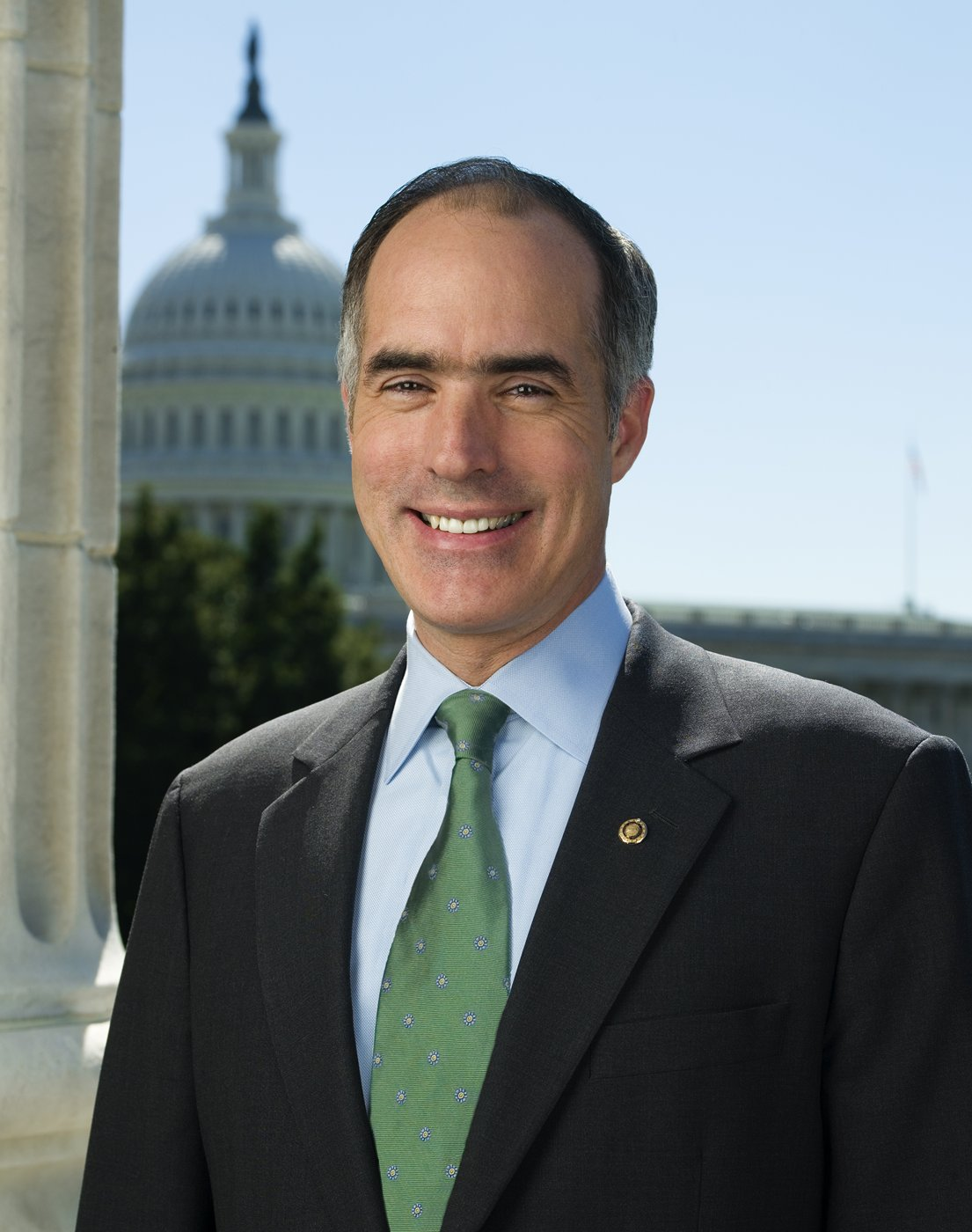
Bob Casey (2010)

Robert Patrick „Bob“ Casey Jr. (* 13. April 1960 in Scranton, Pennsylvania) ist ein US-amerikanischer Politiker der Demokratischen Partei. Von 2007 bis 2025 vertrat er den Bundesstaat Pennsylvania im US-Senat.

## Leben
Bob Casey wurde als eines von acht Kindern in einer aus Irland stammenden katholischen Familie geboren. Er ist der Sohn von Robert P. Casey, dem 42. Gouverneur von Pennsylvania.
1982 beendete er das College of the Holy Cross und erhielt einen Doktor in Rechtswissenschaften von der Catholic University of America. Zwischen der Collegezeit und der Universität diente er als Mitglied des Jesuit Volunteer Corps (amerikanische Entsprechung der Jesuit Volunteers) und unterrichtete ein Jahr an der Gesu School in Philadelphia. Casey und seine Frau Terese heirateten 1985 und haben vier Töchter, Elyse, Caroline, Julia und Marena.
Von 1991 bis 1996 arbeitete er als Rechtsanwalt in Scranton.

## Politik
1996 wurde er in Pennsylvania zum Auditor General gewählt. 2002 unterlag er Ed Rendell in den demokratischen Vorwahlen zum Gouverneursamt in Pennsylvania.
2004 fungierte er als Wahlmann für John F. Kerry im Electoral College.
Casey war State Treasurer (Finanzminister) von Pennsylvania und wurde am 7. November 2006 zum Senator der Vereinigten Staaten gewählt. Er besiegte den bisherigen Mandatsinhaber Rick Santorum von der Republikanischen Partei und löste ihn am 3. Januar 2007 ab. Bei der Wahl 2012 gelang ihm mit 54 zu 45 Prozent der Stimmen die Wiederwahl gegen Tom Smith, bei der Wahl 2018 gegen den bisherigen Abgeordneten im Repräsentantenhaus Lou Barletta mit 56 zu 43 Prozent. Von 2011 bis 2013 führte Casey den Vorsitz im gemeinsamen Wirtschaftsausschuss des Kongresses. Seine Legislaturperiode im Senat endete am 3. Januar 2025, nachdem er seine Wiederwahl im November 2024 gegen den Republikaner David H. McCormick mit 48,60 zu 48,82 Prozent verfehlt hatte.